# (10573) Piani
(10573) Piani (1994 WU1) – planetoida z pasa głównego asteroid okrążająca Słońce w ciągu 3,83 lat w średniej odległości 2,45 j.a. Odkryta 29 listopada 1994 roku.